# Golfo di Possiet
Il golfo di Possiet o Pos'et (in russo Залив Посьета?, zaliv Pos'eta) è un'insenatura situata sulla costa occidentale del golfo di Pietro il Grande, in Russia. Si affaccia sul mar del Giappone e appartiene al Chasanskij rajon, nel Territorio del Litorale (Circondario federale dell'Estremo Oriente). Fu così chiamato in onore dell'ammiraglio Konstantin Nikolaevič Pos'et (Constantin Possiet).

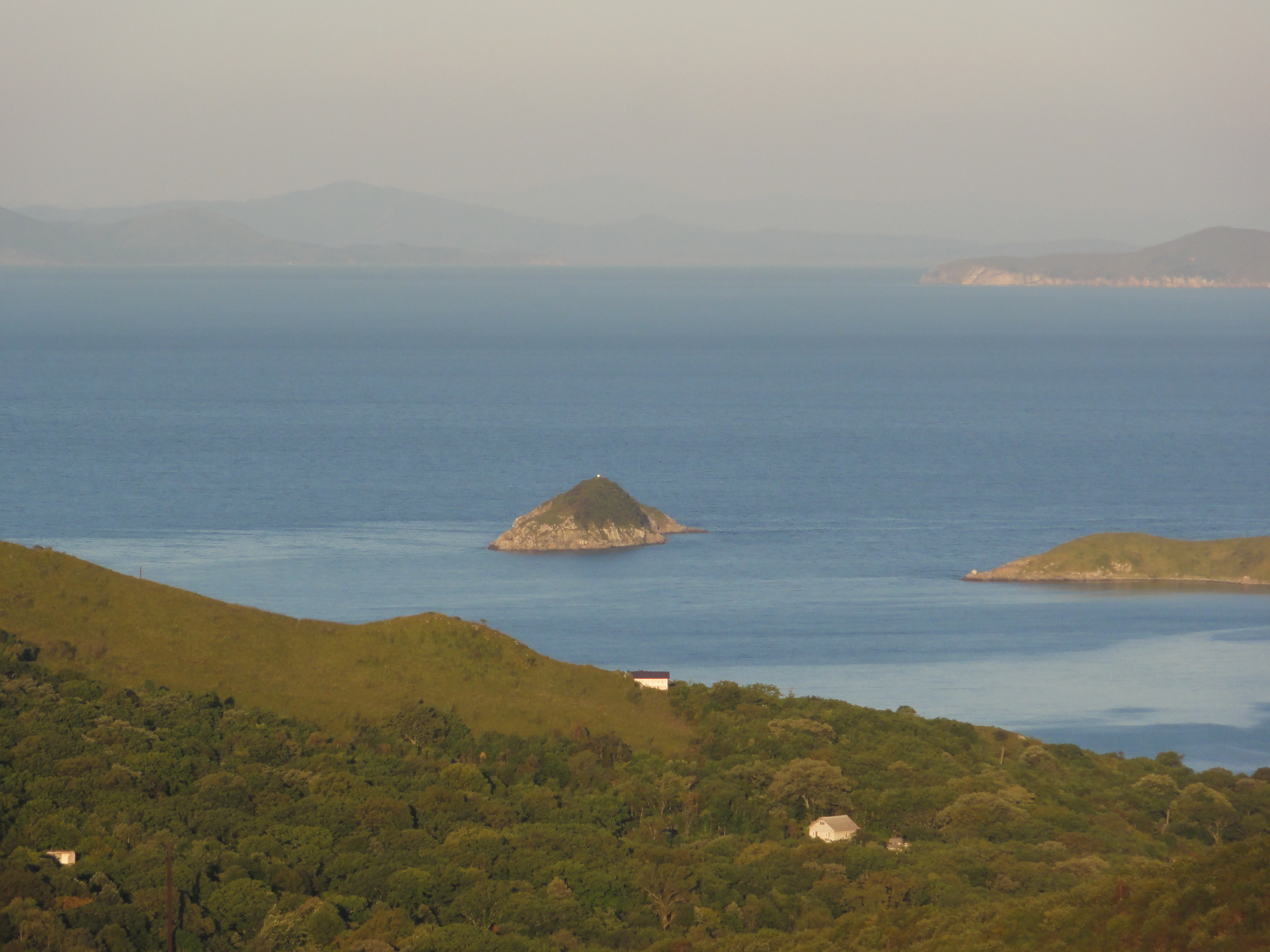
Il golfo di Possiet; in pp. le isole Taranceva

## Geografia
Il golfo di Possiet è compreso tra capo Suslov (мыс Суслова) a ovest, e capo Gamov (мыс Гамова) a est. Capo Gamov, dove si trova l'omonimo faro, è l'estremo punto meridionale della penisola di Gamov, un promontorio roccioso che raggiunge i 506 m di altezza e capo Suslov è la punta meridionale della penisola omonima che ha un'altezza di 233 m.
Il golfo è estremamente frastagliato e comprende molte insenature e baie interne, le maggiori (elencate da est a ovest) sono:
- baia Vitjaz' (бухта Витязь)
- golfo Kitovyj (залив Китовый)
- baia Troicy (Бухта Троицы; "della Trinità")
- baia Rejd Pallada (бухта Рейд Паллада)
- baia Ėkspedicii (бухта Экспедиции)
- baia Novgorodskaja (Новгородская бухта)

Sulla costa del golfo ci sono diversi insediamenti: Pos'et e Kraskino nella baia Ėkspedicii, Zarubino nel golfo Kitovyj, Andreevka nella baia Troicy (in russo: Посьет, Краскино, Зарубино, Андреевка).

### Isole
Nel golfo ci sono alcune isole: la piccola isola di Alekseev (остров Алексеева) vicino alla costa meridionale della penisola di Gamov (42°33′24″N 131°11′00″E); le isole di Tarancev (острова Таранцева) all'ingresso della baia Vitjaz' (42°35′42″N 131°08′57″E); Bol'šoj Gakkel' e Malyj Gakkel' nella parte occidentale del golfo di Kitovyj; sempre nello stesso golfo, vicino alla costa centro-settentrionale, a sud-ovest della località urbana di Zarubino, c'è l'isolotto di Michel'son (остров Михельсона); 42°37′56″N 131°02′37″E). All'uscita occidentale della baia Rejd Pallada, tra capo Nazimova e capo Astaf'eva, si trova la piccola isola di Čerkavskij (остров Черкавского; 42°37′59″N 130°48′11″E). A sud-est di capo Suslov, fuori dal golfo, si trova l'Isola di Furugel'm.

## Storia
Il golfo fu scoperto e descritto nel 1852 dall'equipaggio della corvetta francese Caprice e fu chiamato d'Anville dal nome del grande cartografo francese del XVIII secolo Jean-Baptiste Bourguignon d'Anville. Due anni dopo fu mappato dalla spedizione di
Evfimij Vasil'evič Putjatin con la scuna Vostok e la fregata Pallada e rinominato in onore di Constantin Possiet.  Nel 1855, durante la guerra di Crimea, approdò nel golfo uno squadrone anglo-francese, denominato le raid de Napoléon per la presenza della corazzata francese, Le Napoléon. Nel luglio del 1938, la costruzione di un aeroporto e di una struttura sovietica per la manutenzione dei sottomarini suscitò le ire dei giapponesi e scatenò un conflitto frontaliero noto come la battaglia del lago Chasan (29 luglio-11 agosto 1938).